# Индейский танец с обручем

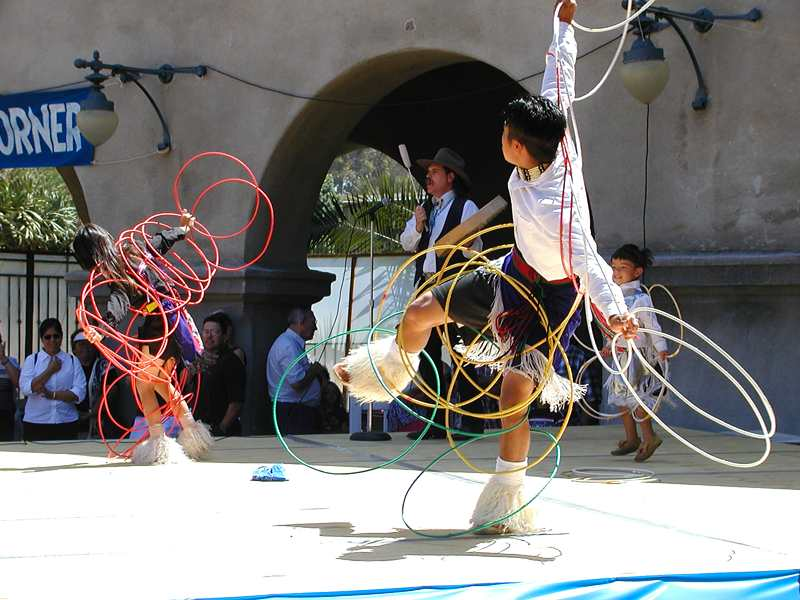
Всемирный чемпионат по танцу с обручем 2005 г., Музей Хёрда.

Индейский танец с обручем, или индейский хуп-танец — традиционное для индейцев Северной Америки представление-рассказ с участием солиста-танцора или нескольких танцоров, который в качестве реквизита использует от 1 до 30 обручей для создания статических и динамических образов. Во время танца танцоры образуют различные фигуры, иллюстрирующие сюжет мифа — бабочку, орла, змею, койота, а сам обруч символизирует бесконечный цикл жизни.
Танец с обручем основан на очень быстрых движениях. Используемые обручи обычно имеют очень небольшой диаметр (от 30 до 80 см), во время танца накладываются друг на друга, образуя сложные фигуры, напоминающие крылья, хвосты и т. д. Обручи нередко изготавливаются вручную из обычной пластиковой трубки (некоторые — из древесины) и оборачиваются цветными лентами.
Индейский танец с обручем является культурным наследием и в то же время является современной живой традицией, став одним из элементов паниндеанизма. Наиболее популярный из конкурсов ежегодно проводит Музей Хёрда в г. Финикс, штат Аризона. Ежегодно в конкурсе участвуют до 80 танцоров, а число посетителей достигает 10 тысяч.